# Lukas Klünter
Lukas Klünter (1996. május 26. –) német labdarúgó, aki jelenleg a Hertha BSC játékosa.

## Statisztika
2015. július 29. szerint.
| Klub     | Szezon   | Bajnokság | Bajnokság | Kupa  | Kupa | Nemzetközi | Nemzetközi | Összesen | Összesen |
| Klub     | Szezon   | Mérk.     | Gól       | Mérk. | Gól  | Mérk.      | Gól        | Mérk.    | Gól      |
| -------- | -------- | --------- | --------- | ----- | ---- | ---------- | ---------- | -------- | -------- |
| Köln II  | 2014–15  | 7         | 0         | 0     | 0    | -          | -          | 7        | 0        |
| Köln II  | 2015–16  | 0         | 0         | 0     | 0    | -          | -          | 0        | 0        |
| Köln II  | Összesen | 7         | 0         | 0     | 0    | 0          | 0          | 7        | 0        |
| Összesen | Összesen | 7         | 0         | 0     | 0    | 0          | 0          | 7        | 0        |

## Sikerei, díjai
- Németország U21
  - U21-es labdarúgó-Európa-bajnokság: 2017